# Pays de la Couronne de saint Étienne
Pour un article plus général, voir Autriche-Hongrie.
1867–1918
Entités précédentes :
- Empire d'Autriche
  -  Royaume de Hongrie
  -  Grand-duché de Transylvanie
  -  Voïvodine et Banat
  -  Royaume de Croatie
  -  Royaume de Slavonie
  -  Krajina croate

Entités suivantes :
- République démocratique hongroise
- État des Slovènes, Croates et Serbes
- Royaume de Roumanie
- République tchécoslovaque
- Royaume de Serbie

Les expressions de pays de la Couronne de saint Étienne (en hongrois : Szent István Koronájának Országai ; en croate : Zemlje krune svetog Stjepana), de pays de la Couronne hongroise, de Transleithanie, de royaumes de Hongrie-Croatie, de Hongrie-Croatie, de Grande Hongrie ou, plus simplement, de Hongrie désignent la partie hongroise de l'Autriche-Hongrie, formée par les royaumes de Hongrie et de Croatie-Slavonie joints par une union réelle de 1867 à 1918. Ces deux royaumes étaient déjà liés par une union personnelle remontant au XIIe siècle. L'union est réaffirmée par le compromis conclu en 1868 avec le trône impérial d'Autriche. Par ce compromis, François-Joseph de Habsbourg règne sur les « pays de la Couronne de saint Étienne » d'abord en qualité de roi apostolique de Hongrie, mais également comme roi de Croatie-Slavonie et, sur la partie autrichienne, d'abord en qualité d'empereur d'Autriche. Les pays de la Couronne de saint Étienne comprennent également la ville séparée de Fiume et administreront, conjointement avec l'Autriche, le condominium de Bosnie-Herzégovine, annexé officiellement par l'Autriche-Hongrie en 1908.   
Les Autrichiens appelaient familièrement Cisleithanie (« de ce côté de la Leitha ») la partie autrichienne et Transleithanie (« au-delà de la Leitha ») la partie hongroise de leur Empire, également désigné comme « Autriche-Hongrie », « double-monarchie » ou « monarchie danubienne » ; la Leitha est un petit affluent du Danube, en aval de Vienne.

## Composition

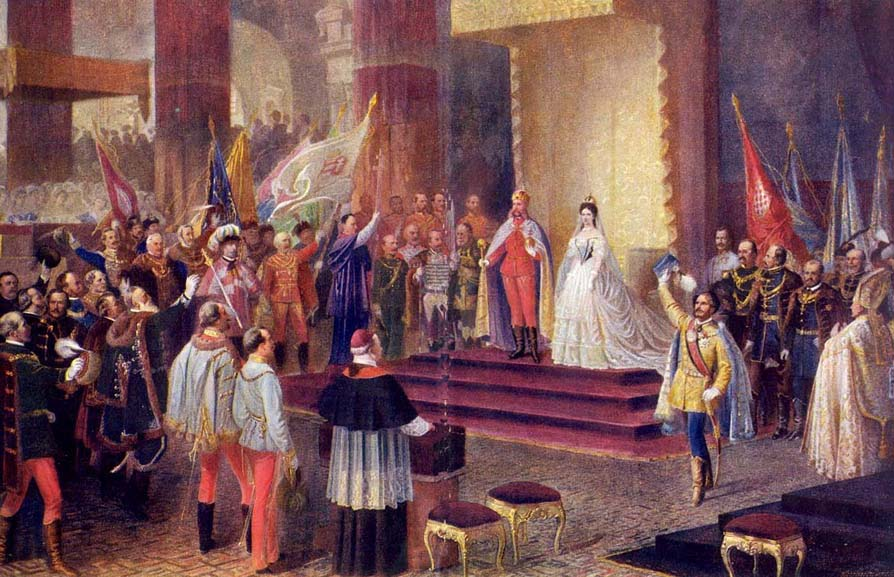
Couronnement de François-Joseph et Élisabeth à Budapest en 1867 comme roi et reine apostoliques de Hongrie. François-Joseph est vêtu en roi hongrois et porte la couronne de saint Étienne. Les représentants croates sont à droite du tableau.

La Hongrie, réorganisée après 1867, est composée de deux entités : le royaume de Hongrie proprement dit d'une part, et le royaume de Croatie-Slavonie d'autre part, considéré comme un banat. Sur le plan linguistique, elle compte en son sein de nombreuses minorités qui, ensemble, représentent plus de la moitié de la population : allemande, roumaine, ruthène, slovaque, slovène, croate, serbe, juive et rome. Allemands et Croates mis à part, les autres sont soumises à une politique de magyarisation visant à assurer la pérennité de la Couronne de Saint-Étienne mais qui a eu l'effet contraire. 

### Le dualisme hongrois

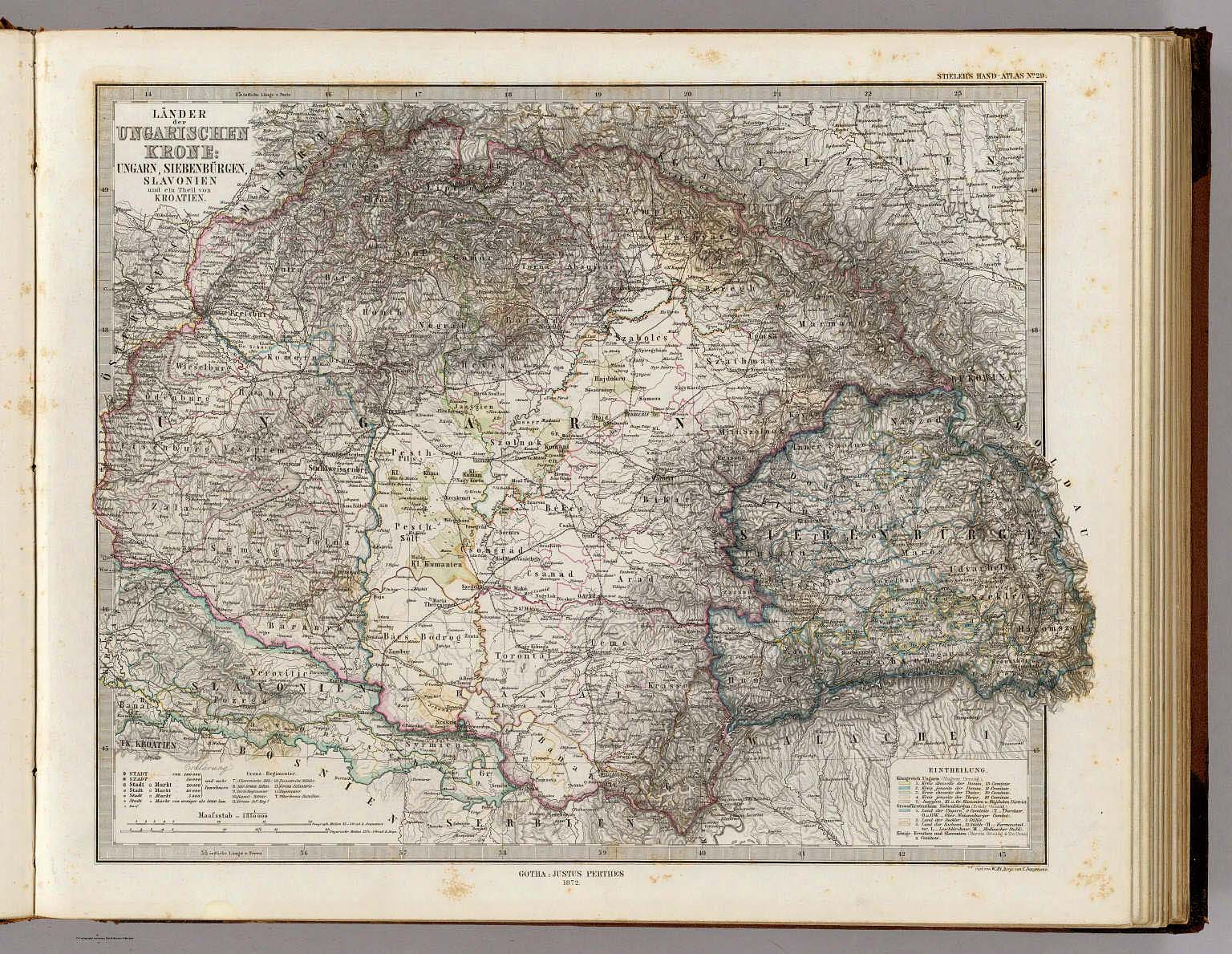
Les pays de la Couronne de Saint-Étienne en 1872.

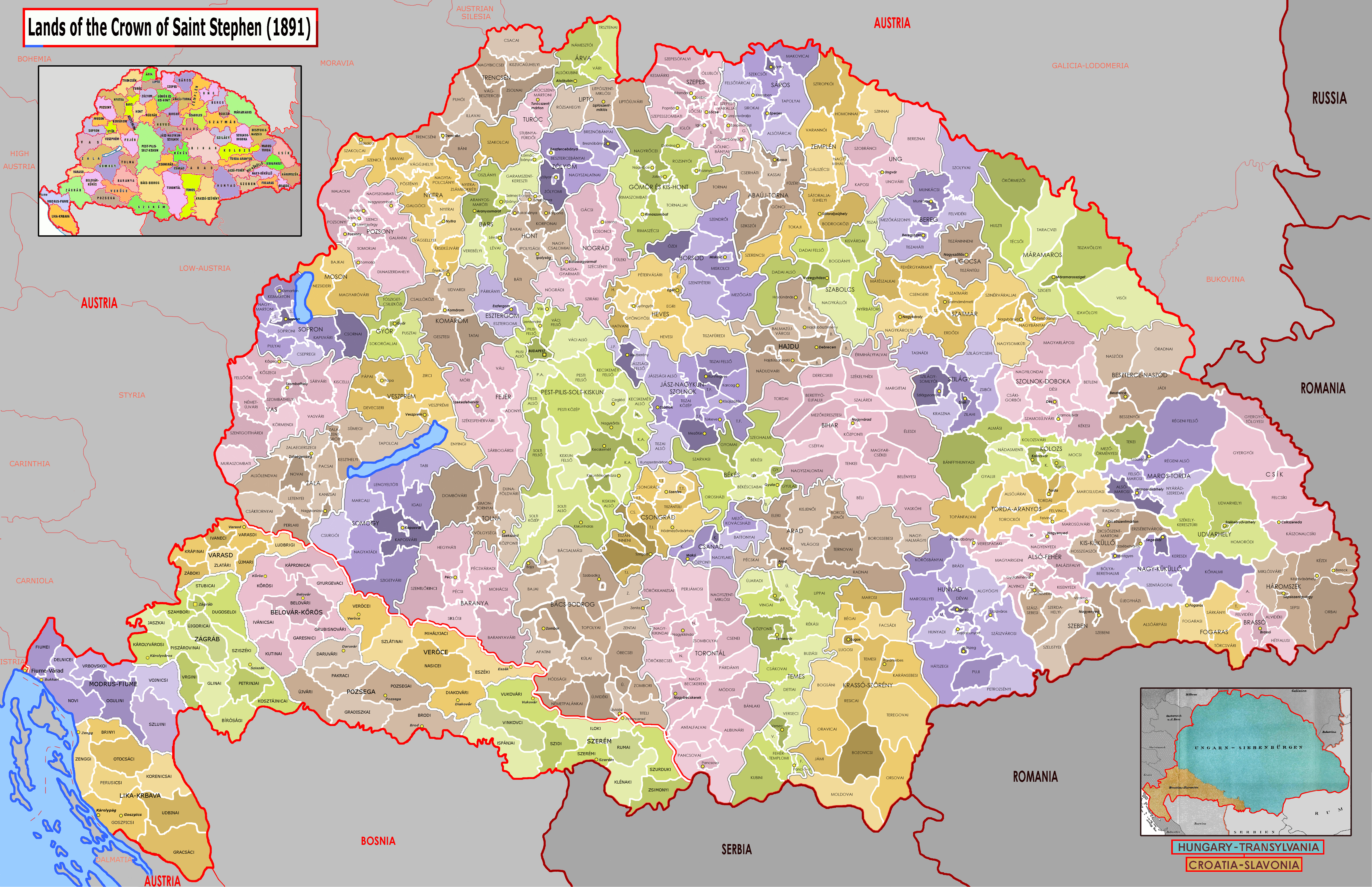
Carte détaillée des pays de la Couronne de Saint-Étienne en 1891 avec les 64 comitats.

Chacune des deux entités de la double monarchie entretient une vie politique propre, avec des élections à sa chambre basse. Sur le modèle des rapports entre Autrichiens et Hongrois, un système de délégations est mis en place pour régir les relations entre le royaume de Saint-Étienne et le royaume de Croatie-Slavonie. 
Dans le royaume de Hongrie, le pouvoir est exercé directement par le roi (Kaiser und König), par l'entremise du président du conseil du royaume, le plus souvent appuyé sur une majorité parlementaire, mais surtout sur l'influence prépondérante de la noblesse hongroise, propriétaire de plus de 75 % des terres du Royaume. En Croatie-Slavonie, le pouvoir est exercé au quotidien par le Ban, désigné par le président du conseil du royaume.
Dans le cadre de l'union personnelle avec le royaume de Hongrie, établie en 1102, le royaume croate vit sous le régime du compromis croato-hongrois conclu en 1868 entre les deux parties, hongroise et croate. Le Ban exerce les prérogatives royales depuis Zagreb. Dans le cadre des projets de réforme de la double monarchie, y compris les projets initiés en septembre 1918 par le roi Charles IV, les hommes d'État hongrois s'opposent de façon systématique à toute formule fédérale ainsi qu'à la remise en cause de sa souveraineté sur le royaume de Croatie.
Enfin, la ville de Fiume ne fait partie d'aucun comitat, mais dépend directement de la Couronne hongroise, en vertu de son statut, octroyé en 1779 par la reine Marie-Thérèse.

### Un royaume multiethnique

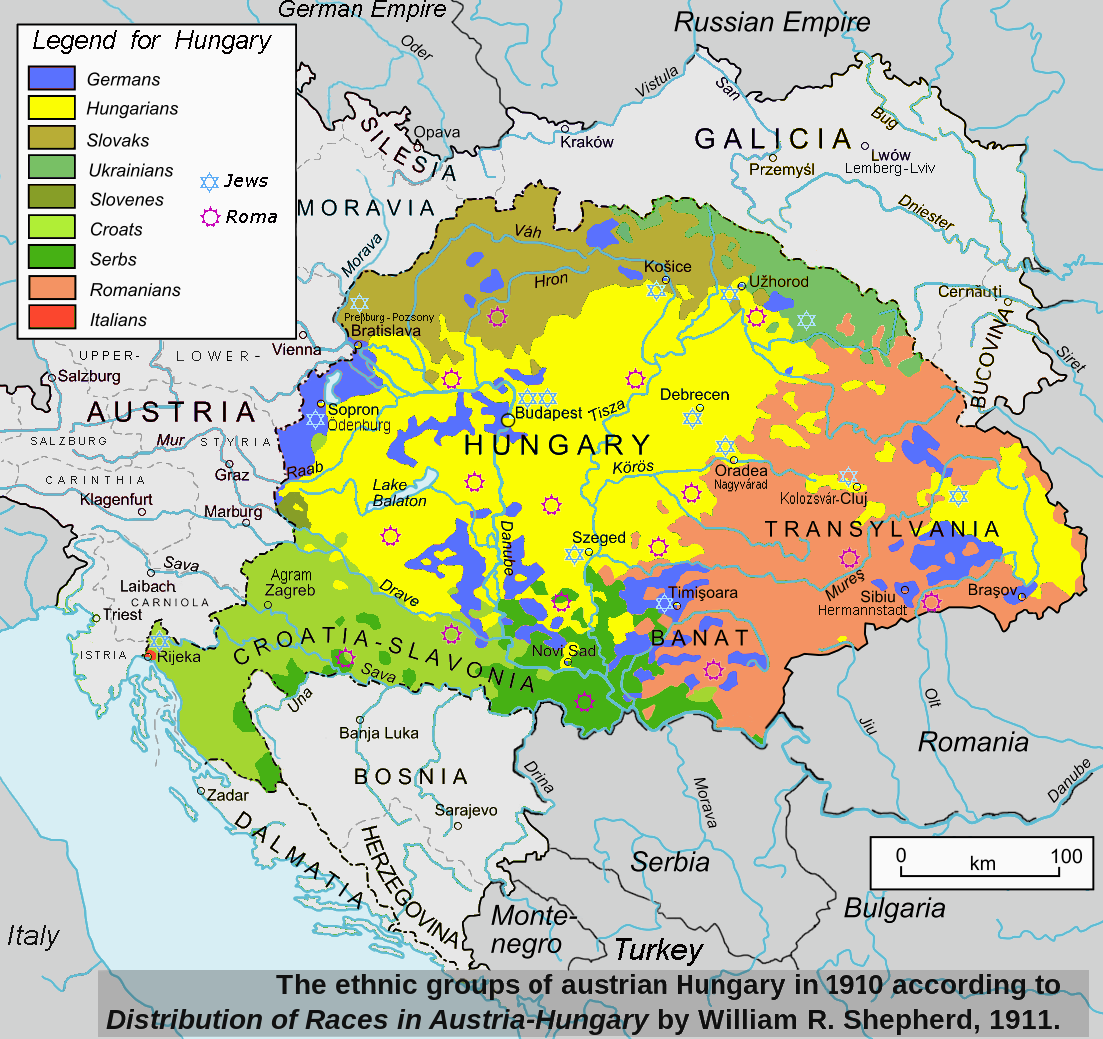
Les communautés ethno-linguistiques des pays de la Couronne de saint Étienne en 1910.

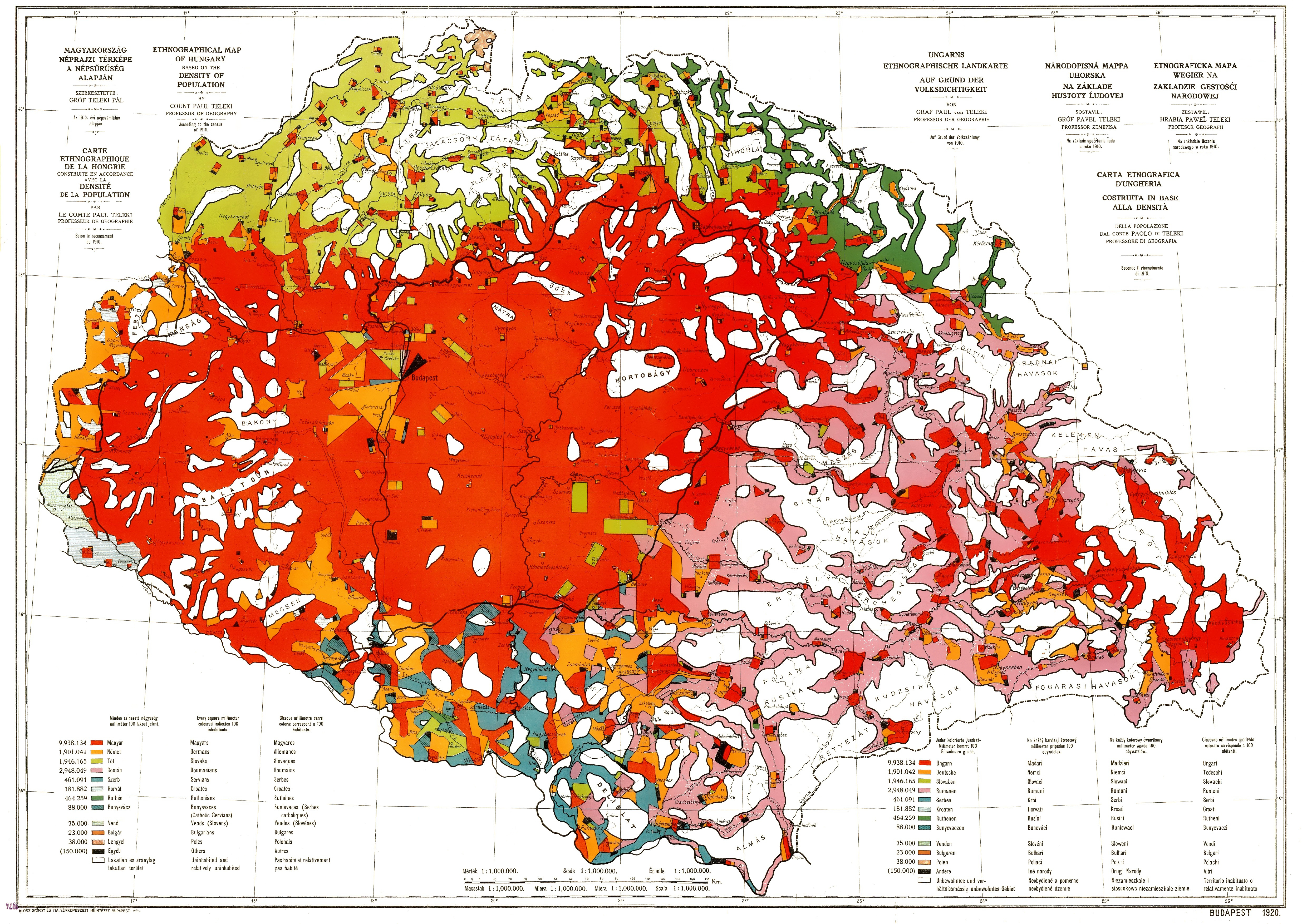
Parce qu'elle montrait les Magyars par un fort rendu graphique rouge et en figurant les zones moins densément peuplées du royaume de Hongrie comme vides, la carte ethnique de Pál Teleki fut contre-productive au traité de Trianon.

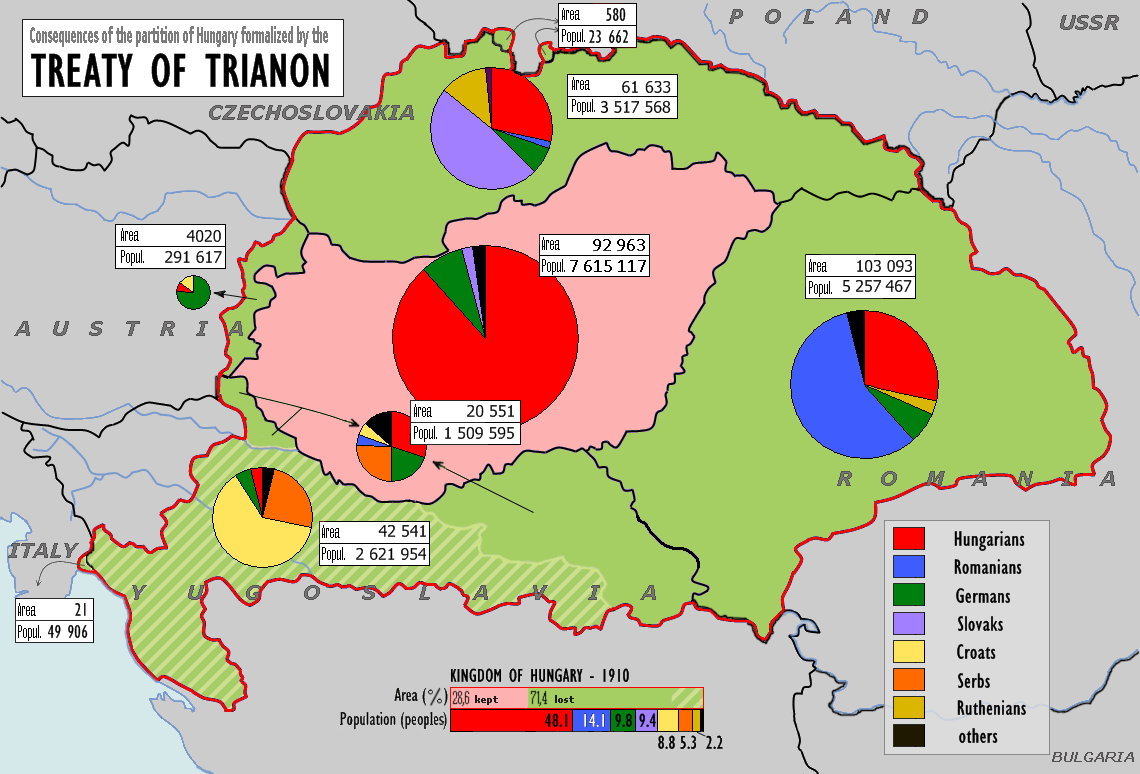
Les proportions ethniques en 1920 dans les territoires issus du traité de Trianon.

Le royaume de Hongrie refondé en 1867, héritier des royaumes médiéval, moderne et transylvain, s'étendait sur l'ensemble du bassin du moyen-Danube, de la Pannonie à l'arc des Carpates. Sur ce territoire vivaient des Magyars, principale population du pays (48,1 %), mais aussi des Slovaques, des Ruthènes et des Roumains (ensemble 15,4 % de la population), et encore des Allemands, des Italiens et des Slaves du Sud à savoir des Croates et des Serbes aspirant à former un « royaume slave du Sud » émancipé, au sein de l'Empire, de la tutelle autrichienne et hongroise. Les Magyars sont majoritaires dans la plaine de Pannonie, dans le pays sicule et dans la plupart des villes. Mais ils sont minoritaires ailleurs, tant culturellement que socialement car là, il s'agit d'aristocrates, de gros propriétaires terriens et de bourgeois dominant des populations rurales, différents de celle-ci à la fois par leur rang social et par leur langue. Par la contrainte, ils tentent de magyariser ces populations, mais obtiennent l'effet contraire, car elles se dressent contre le Royaume.

## Institutions et vie politique
La constitution hongroise de 1867 qui organise la vie politique dans le royaume, garantit en théorie un mode de fonctionnement libéral. Mais en pratique, ce fonctionnement reste fortement inégalitaire. En effet, l'influence de la noblesse hongroise de la Chambre des Magnats sur le gouvernement de Budapest, dépasse de loin celle de la Chambre des Représentants (où, de plus, les Magyars sont largement sur-représentés avec plus de 85 % des députés), et par ailleurs l'influence du gouvernement de Budapest reste très présente dans la vie politique en Croatie-Slavonie, malgré celle du royaume de Serbie également présente dans la vie politique croate.

### Le roi
À la tête de cette fédération de deux royaumes, Hongrie et Croatie-Slavonie, se trouve le roi de Hongrie, également empereur d'Autriche : François-Joseph Ier qui règne jusqu'en 1916, puis son petit-neveu Charles IV de Hongrie qui règne de 1916 à son retrait en novembre 1918.
Roi de Hongrie étendant son règne sur l'ensemble des pays dépendant de la Couronne de Saint-Étienne, François-Joseph fait usage de son autorité et de certaines de ses prérogatives, notamment celles liées à son statut de chef de l'armée commune, s'impliquant personnellement dans la vie politique du royaume afin d'obtenir le vote des crédits militaires.
Loyaux envers leur monarque, les responsables magyars du royaume sont cependant informés de la méfiance que leur voue l'héritier du trône, François-Ferdinand, qui craint à juste titre que leur conservatisme ne dresse les minorités contre la double-monarchie.

### Institutions
Le parlement du royaume de Hongrie est composé de deux chambres : la Chambre des Magnats (chambre haute) et la Chambre des Représentants (chambre basse), qui exercent un certain contrôle sur la vie politique du pays.
La chambre haute est composée de représentants de la noblesse et de représentants des cadres traditionnels de la société d'ancien régime : 
- membres de droit, les archiducs âgés de plus de 18 ans, ainsi que les archevêques et les évêques de rite catholique ou protestant ;
- 17 représentants de la magistrature et de l'État, 12 protestants et les nobles hongrois de plus de 24 ans et s'acquittant de plus de 6 000 couronnes d'impôt annuel ;
- trois représentants de l'aristocratie du royaume de Croatie-Slavonie.

La chambre des représentants est composée de 453 députés :
- 413 sont élus selon un système électoral complexe, garantissant une écrasante majorité aux députés magyars[1] ;
- 40 sont désignés par la diète de Croatie, pour former le parlement des pays de la Couronne de Saint-Étienne[9].

En Hongrie proprement-dite où les Magyars forment 48 % de la population en 1910 (après introduction des statistiques linguistiques) le système électoral censitaire fait que sur 453 députés, 372 sont magyars, 40 croates, 23 germanophones et seulement 18 sont serbes, slovaques, ruthènes ou roumains. En Croatie-Slavonie, le Ban doit respecter la constitution et gouverner avec l'accord du sabor, diète élue par les ressortissants du royaume, mais, à partir de 1912, la constitution est suspendue et le sabor n'est plus convoqué.

### Partis politiques
La vie politique dans le royaume de Hongrie s'organise rapidement à partir de 1867 autour de deux grands partis politiques, le parti libéral et le parti de l'indépendance, ou parti de 1848, dirigé jusqu'à sa mort en mai 1914 par Ferenc Kossuth, fils de Louis Kossuth, puis par Michel Karolyi.
En Croatie-Slavonie, le jeu politique est largement dominé par la coalition croato-serbe élue lors des élections croates de décembre 1913.

### Armée territoriale
Placée sous la responsabilité du ministre de la guerre du gouvernement de Budapest, la Honvéd, fierté du royaume, constitue, avec les régiments hongrois de l'armée impériale et royale, la force militaire du royaume. 
Ainsi, participant aux forces de la double monarchie, la Honvéd, mise en place à la suite du compromis de 1867, est avant tout une armée de réserve, divisée en deux corps, la Landwehr et la Landsturm, dernière force de défense de la double monarchie, constituant une sorte d'armée de réserve ; chacun de ces corps est appelé au service selon les besoins de défense du royaume. Les responsables magyars perçoivent ces deux forces comme l'embryon de la future armée du royaume indépendant. 
Cette armée territoriale, forte de 12 000 à partir de 1889,, peut être déployée dans le royaume pour tenter de s'opposer à une invasion. Ainsi, le 24 octobre 1918, le gouvernement donne l'ordre aux unités de la Honvéd déployées à l'extérieur du territoire du royaume de faire mouvement vers le royaume, afin de défendre le front sud, directement menacé par les succès franco-serbes en Macédoine.
De plus, la Honvéd doit fournir en temps de guerre à l'armée impériale et royale 28 divisions d'infanterie et 10 régiments de hussards pour la défense de la double monarchie. Ces divisions de Hussards sont regroupés en bataillons de 456 soldats et officiers, renforcés en 1911 par des détachements de mitrailleuses.
La Landsturm hongroise, placée sous la compétence du ministre hongrois de la guerre, doit assurer le maintien de l'ordre intérieur, si l'armée est engagée dans des opérations extérieures, et assurer le renouvellement des effectifs si la situation l'impose ; pour remplir ces missions, elle compte 188 bataillons d'infanterie à la valeur militaire problématique : ces bataillons sont divisés en 94 bataillons de premier ban regroupant les hommes âgés de 19 à 37 ans et en 94 autres de second ban, comptant des hommes de âgés de 38 à 40 ans ; les bataillons de premier ban composent 28 régiments d'infanterie et 40 escadrons de hussards.

## Politique gouvernementale
Autonomes à l'intérieur des pays de la Couronne de Saint-Étienne, les gouvernements qui se succèdent entre 1867 et 1918 s'appuient tous (à l'exception du troisième gouvernement de Sandor Werkele) sur la même majorité politique conservatrice entre 1906 et 1910. Leur politique consiste avant tout à maintenir les privilèges de l'aristocratie face aux classes moyennes montantes, et à conditionner l'accès à l'« ascenseur social » dans le royaume à l'adoption de la langue, de la culture et de l'identité magyare,.

### Développement économique et urbain
Durant la seconde moitié du XIXe siècle, la « Transleithanie », protégée par le marché commun formé avec la « Cislethanie », connaît un développement économique et industriel important, permettant une Croissance économique de près de 5 % par an ; ainsi, appuyée sur la plaine du Danube, la Transleithanie devient le grenier à blé de la « double-monarchie ».
Cette politique se révèle efficace, puisque le taux de croissance est de 4,8 % dans les années précédent le déclenchement du conflit.

### Politique de magyarisation

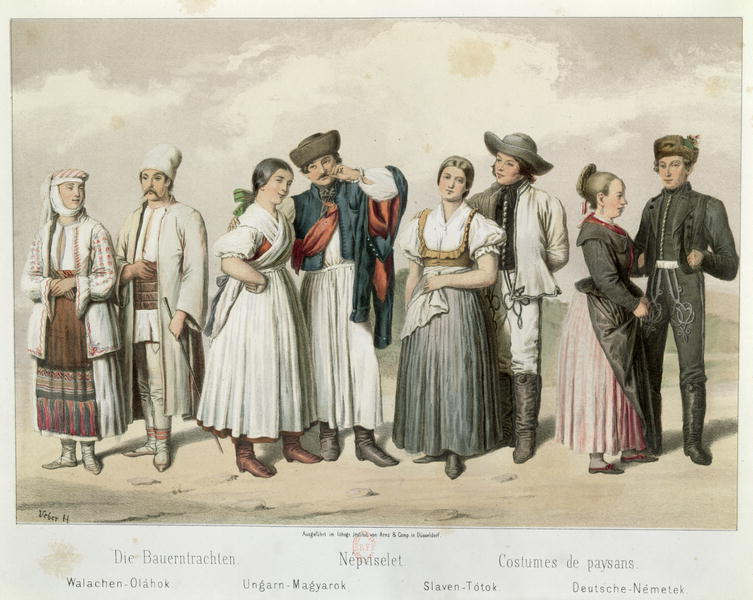
Représentation des quatre principaux groupes linguistiques des pays de la Couronne de Saint-Étienne en habits traditionnels : de gauche à droite en allemand et hongrois Walachen-Oláhok = « Roumains » transylvains, Ungarn-Magyarok = « Hongrois », Slaven-Tótok = « Slaves » (Slovaques, Ruthènes, Croates et Serbes), Deutsche-Németek = « Allemands » (Heinzen, Souabes, Sepsiens, Saxons et Banatiens).

Dans cet État multiethnique et multiconfessionnel, la noblesse hongroise dirige le pays, domine largement le parlement, possède la majeure partie des terres et soumet les minorités (52 % de la population toutes ensemble) à une politique coercitive de magyarisation dans le royaume de Hongrie, mais pas dans le royaume de Croatie-Slavonie, épargné grâce au compromis croato-hongrois. Cette politique est notamment concrétisée par l'usage obligatoire de la langue hongroise comme unique langue officielle et éducative du royaume et par la répression des représentants des minorités linguistiques, qualifiées d'« allogènes » dans leur propre pays alors que certaines, les Slaves par exemple, étaient là avant les Magyars. En 1910, dans le royaume de Hongrie, un tiers des terres appartient à moins de 9 000 familles de la noblesse hongroise, sur-représentée au Parlement de Budapest où la vie politique est essentiellement réservée aux Magyars : sur 453 députés, 372 sont magyars .

## Les pays de la couronne de Saint-Étienne au sein de la double monarchie

En orange et jaune pâle, les pays de la Couronne de Saint-Étienne dans la monarchie danubienne entre 1878 et 1918.

En 1867, le compromis décennal fixe le cadre des relations entre le royaume de Hongrie et l'empire d'Autriche. Sont ainsi définis les domaines de compétences particuliers à chacune des monarchies qui composent la double monarchie et les compétences partagées.
De plus, le royaume de Hongrie bénéficie, grâce à l'alliance avec l'Autriche, d'un prestige et d'une puissance sans commune mesure avec ce que seraient la puissance de la Hongrie si elle s'était séparée de l'Autriche. En dépit de ce gain appréciable de la puissance hongroise, les représentants du royaume se montrent perpétuellement insatisfaits de l'accord avec l'Autriche, tentant de négocier toujours davantage d'autonomie interne.

### L'Ausgleich
En 1867, un accord est trouvé entre les représentants du royaume de Hongrie et les Habsbourg, sous la forme d'une association entre deux États souverains, l'empire d'Autriche et le royaume de Hongrie. 
Placé sur un pied d'égalité avec l'Autriche, le royaume de Saint-Étienne jouit d'une autonomie interne et met à la disposition de la double monarchie une partie de ses moyens, sous la forme de contribution au budget commun.
Conclu pour une durée de dix ans, l'Ausgleich est reconduit en 1877, 1887 à l'issue de négociations entre les représentants autrichiens et hongrois. 
Cependant, dès 1867, les relations entre les Autrichiens et les Hongrois, majoritaires dans les institutions politiques des pays de la couronne, reposent sur un malentendu : les Autrichiens voient cet accord comme un aboutissement, une borne ultime aux concessions à laisser à la Hongrie, alors que les responsables politiques de la couronne de Saint-Étienne voient le résultat de cette négociation comme un point de départ vers l'indépendance.
Au fil des renouvellements de l’Ausgleich, les Hongrois obtiennent toujours plus de concessions économiques : en effet, les deux parties de la double-monarchie sont liées depuis 1907 par un traité de commerce, valable pour une durée de dix années, mais pouvant être adapté en fonction des besoins : aucune disposition n'empêche la Hongrie, par exemple, de frapper de droits de douane certains produits autrichiens, peu compétitifs,.
Les négociateurs hongrois refusent, à partir de 1917, le principe même d'un espace économique commun avec Vienne, en dépit du renouvellement, pour une période décennale, de l’Ausgleich le 24 février 1917.

### Institutions communes
Les deux parties de la double monarchie entretiennent des institutions communes, dans les domaines politiques, économiques et militaires. Pour les régir et les financer, un système complexe de représentants autrichiens et hongrois se réunissent de façon régulière, de manière formelle ou informelle. 
Ainsi, la diplomatie constitue un domaine géré conjointement par les deux monarchies. Cependant les parlements autrichiens et hongrois doivent entériner les traités internationaux.
Ciment de la double monarchie, l'armée impériale et royale comporte en son sein plus d'un tiers d'hommes levés sur le territoire des pays de la Couronne de Saint-Étienne : la présence de ces unités composées de sujets hongrois constitue un moyen pour les responsables politiques du royaume de Hongrie d'affirmer leur volonté d'autonomie à l'égard de l'Autriche et de la politique militaire voulue par le roi et ses conseillers viennois. En même temps, c'est aussi pour l'Autriche-Hongrie un facteur de faiblesse : en effet, la moitié des recrues des pays de la Couronne de Saint-Étienne ne comprend bien ni l'allemand, ni le hongrois, et sympathise avec la cause slave ou roumaine.

### Influence sur la politique étrangère de la double monarchie
Jusqu'à la dislocation de la double-monarchie, l'influence des politiques hongrois au sein de l'Autriche-Hongrie se manifeste de diverses manières. 
Dès les premiers jours de fonctionnement de la « double-monarchie », jusqu'à l'automne 1918, les hommes politiques hongrois disposent d'une influence déterminante sur la politique étrangère impériale. 
Cette influence se matérialise tout d'abord dans le choix des ministres communs. En effet, dès 1871, un Hongrois, Gyula Andrassy exerce les fonctions des ministres des affaires étrangères de la double-monarchie, après avoir exercé une influence déterminante sur les choix diplomatiques de l'Autriche-Hongrie durant la guerre franco-prussienne. Au fil des années, des ministres hongrois se succèdent aux ministres communs des finances et des affaires étrangères, à l'image de Stephan Burián von Rajecz, ministre commun des finances ou des affaires étrangères sans discontinuer de 1915 à 1918. 
De plus, les décisions politiques importantes se prennent lors des conseils des ministres communs, les conseils de la couronne, associant l'empereur, les ministres communs et les présidents du conseil autrichiens et hongrois, éventuellement assistés de certains de leurs collègues. Par exemple, le principe de l'entrée en guerre de la double monarchie est acté lors d'un conseil de la couronne réuni le 7 juillet 1914. De même, les membres du gouvernement magyar utilisent cette instance pour exposer leurs positions sur des aspects économiques de la politique commune : le 18 juin 1915, István Tisza, alors président du conseil, pèse de tout son poids pour contrecarrer les tentatives d'union douanière entre le Reich et la double monarchie.
Cette influence se matérialise également dans les choix opérés en matière de politique extérieure. Par exemple, en Transylvanie, peuplée d'une forte minorité magyare, d'une moindre minorité saxonne germanophone et d'une majorité roumaine, le Mémorandum des Roumains publié en 1892 effraie les responsables politiques magyars qui, à l'encontre des revendications roumaines, interviennent massivement dans la politique impériale pour défendre l'intégrité de leur royaume dans cette région, menacée selon eux. Cela occasionne, à partir de 1910, un raidissement des relations entre la Roumanie et l'Empire et dès lors les diplomates austro-hongrois anticipent de possibles réactions roumaines face à la politique étrangère de la double monarchie. En 1914, lors de la crise diplomatique consécutive à l'assassinat de l'héritier de la double monarchie, les responsables politiques du pays, notamment le premier ministre Istvan Tisza, insistent fortement pour demander de solides contreparties politiques à toute action de l'Empire contre la Serbie.
Acteur économique important au sein de la double monarchie, les représentants des pays de la Couronne de Saint-Étienne pèsent aussi de tout leur poids pour imposer leurs choix en matière commerciale : ainsi, en 1916, le président du conseil hongrois, Tisza, se montre réservé sur l'ouverture de négociations commerciales avec le Reich tant que les modalités de l'accord économique et commercial entre les deux parties de la double monarchie ne sont pas ratifiées.

### Un facteur important de blocage
Dès la constitution de la « Transleithanie » en 1867, ses dirigeants s'opposent avec constance non seulement à toute modification du compromis, mais aussi à toutes les tentatives de réforme de la double monarchie.
Ainsi, dès 1871, alors que François-Joseph s'engage à se faire couronner roi de Bohême à Prague (et à octroyer au royaume de Wenceslas l'autonomie interne), les nobles hongrois, en accord avec les aristocrates autrichiens, font échouer cette tentative, par crainte des solidarités pouvant apparaître entre les Tchèques et les Slovaques.

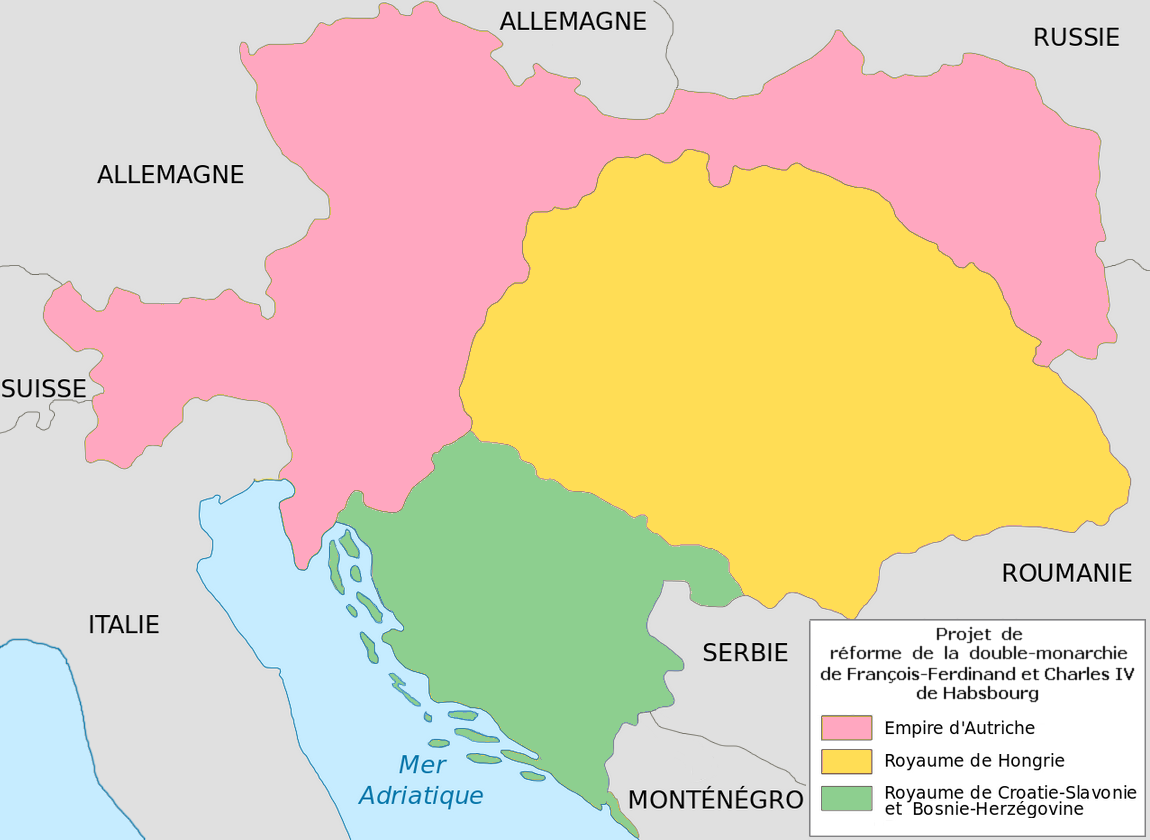
Projet de réforme de l'archiduc François-Ferdinand avec le « troisième pôle » en vert.

Ils s'opposent aussi à l'héritier du trône, François-Ferdinand, qui s'affirme à partir du début du XXe siècle comme le principal promoteur du « Trialisme » au sein de la monarchie danubienne : il souhaite s'appuyer sur les Slaves afin de mettre en place des institutions plus stables, assurant un soutien renouvelé à la dynastie,. L'héritier de François-Joseph se montre ainsi partisan d'ériger le royaume de Croatie-Slavonie émancipé de la tutelle royale hongroise et fédéré avec la Dalmatie et la Bosnie-Herzégovine, en un « troisième pôle » de l'Empire.

## Mise en question de l'Ausgleich et disparition du royaume
La défaite se profilant pour la double monarchie durant les mois de septembre et d'octobre 1918, les opposants de la monarchie danubienne font connaître leur opposition à la perpétuation des liens entre la Hongrie et l'Autriche, voire remettent en cause la légitimité royale des Habsbourg. 

### Tentatives de réformes

Répartition ethnique en Autriche-Hongrie (1911) et projet de fédération danubienne multinationale dite « des États unis de Grande Autriche » pour tenter de sauver l'Empire et la dynastie.

En 1918, devant la situation catastrophique la double monarchie, le roi tente de réformer le royaume afin de sauver la dynastie des Habsbourg, mais se heurte au refus inflexible du président du conseil hongrois, Sándor Wekerle, soutenu par Istvan Tisza, principal animateur du Parti national du travail, qui détient la majorité à la chambre de Budapest.

### La Hongrie et le manifeste impérial
Face à la défaite qui se précise et aux exigences du dixième des « 14 points » du président américain Woodrow Wilson, le roi Charles propose le 15 octobre 1918 une réforme de la double monarchie axée sur le respect des droits des peuples au sein d'une fédération danubienne multinationale.
Mais, à l'issue du conseil des ministres de la double monarchie du 15 octobre 1918, le président du conseil hongrois, Wekerle, menace de fermer la frontière avec l'Autriche, ce qui réduirait les villes de Cisleithanie à la famine. Il obtient ainsi que les dispositions du manifeste ne soient pas appliquées dans les pays de la Couronne de Saint-Étienne, ce qui vide le manifeste de la partie essentielle de sa substance.

### Crise institutionnelle
Durant les derniers jours du mois d'octobre 1918, Charles IV tente encore de se concilier les Hongrois : ainsi, il confirme leur rôle dans la gestion de la politique étrangère de la double monarchie, Gyula Andrássy remplaçant Stephan Burián von Rajecz au poste de ministre des Affaires étrangères le 24 octobre 1918.
Puis, le surlendemain, le souverain confie, avant de se raviser, la direction des affaires du royaume à Mihály Károlyi. Il nomme alors l'archiduc Joseph-Auguste Homo regius, homme du roi, à Budapest. Représentant Charles IV, il appelle Károlyi le 31 octobre au poste de Premier ministre du royaume de Hongrie. Károlyi, contrairement à Werkele,, procède par étapes pour tenter de remettre en cause les liens unissant le royaume de Budapest à Vienne. En effet, Charles IV est reconnu comme roi de Hongrie, mais dans le cadre d'une union avec l'Autriche limitée à la personne du monarque : Karolyi, sans dénoncer ces liens, remet en cause les termes des accords entre les deux composantes de la double-monarchie.
Le jour de la mise en place du gouvernement Karolyi, Istvan Tisza, le chef du Parti du Travail national, principal pilier de l'attachement de la Hongrie aux Habsbourg, est assassiné à son domicile par des soldats l'accusant d'être responsable du conflit, et donc de la défaite du royaume.

### Dislocation du royaume
Parallèlement au jeu entre le monarque Habsbourg et la noblesse hongroise qui dirige le pays, les tendances centrifuges des pays de la Couronne de Saint-Étienne sont à l'œuvre : les dirigeants hongrois s'en rendent compte trop tard pour enrayer le processus de dislocation, car les non-Magyars du Royaume n'en sont plus à revendiquer l'autonomie culturelle ni même une fédération danubienne multinationale dans la lignée de l'austroslavisme ou du mémorandum transylvain roumain de 1892, mais proclament des sécessions définitives. Le 25 octobre, Karolyi fonde un Conseil national à Budapest mais hésite encore sur la nature du futur État hongrois ; dès le 24 octobre, le royaume n'a plus de gouvernement légal. Le 28 octobre, les deux cents représentants du Conseil national slovaque, dirigé par Matus Dula affirment, par la « Déclaration de Saint-Martin », le droit du peuple slovaque à disposer de lui-même ainsi que son souhait d'un avenir commun avec les Tchèques : la république tchécoslovaque est proclamée. Le 31 octobre, la Hongrie se sépare de l'Autriche et tente de maintenir sa propre unité, mais doit faire face à la sécession des Croates, des Slovaques, des Ruthènes en Ruthénie subcarpathique et des Roumains dans le Banat et en Transylvanie, qui souhaitent s'unir, avec ceux de Bucovine et de Bessarabie, au Royaume de Roumanie.
Comme lors de la révolution hongroise de 1848, la monarchie habsbourgeoise est abolie en Hongrie. La république démocratique hongroise est proclamée le 16 novembre, mais voit ses territoires peuplés de Slaves et de Roumains s'émanciper : le 1er décembre 1918, malgré l'opposition de leurs minorités hongroises et allemandes (notamment en pays sicule), les régions du Sud et de l'Est du pays (Croatie-Slavonie, Batschka, Banat, Transylvanie, Crishanie, Marmatie) déclarent s'unir officiellement, dans le Sud à la Serbie et au Monténégro pour former le royaume des Serbes, Croates et Slovènes, et dans l'Est au Vieux Royaume de Roumanie pour former la « grande Roumanie ». L'arrivée dans ces régions des armées alliées (notamment les Serbes, les Français de Louis Franchet d'Espèrey et les Roumains) facilite ce processus.

### Abolition des Pays de la Couronne de Saint Étienne
Replié avec sa famille dans son château familial d'Eckartsau depuis le début du mois de novembre, Charles IV y reçoit le 13 novembre une délégation de membres du conseil national hongrois venus lui demander d'abdiquer. Bien que ne disposant déjà plus d'aucun pouvoir, le roi refuse d'abdiquer, mais rédige un acte de « renonciation à la participation aux affaires de l'État hongrois ». Le même jour, à Belgrade, le gouvernement hongrois doit signer une convention d'application de l'armistice avec les troupes alliées engagées en Serbie. Un an et demi plus tard, le 4 juin, le traité de Trianon l'obligera à reconnaître de jure ses pertes territoriales de facto, de sorte qu'en conséquence de ce traité et de ceux qui lui ont succédé depuis, le territoire des pays de la Couronne de Saint-Étienne (295 287 km2) est partagé au XXIe siècle entre neuf États : Autriche (Burgenland, 3 962 km2), la Hongrie (93 028 km2), la Croatie (43 288 km2), la Pologne (580 km2 des anciens comitats de Szepes/Spisz et d'Árva/Orava), la Roumanie (103 093 km2), la Serbie (18 774 km2), la Slovénie (930 km2), la Slovaquie (49 035 km2) et l'Ukraine (12 597 km2),.